# Джон Радді
Джон Томас Гордон Радді (англ. John Thomas Gordon Ruddy, нар. 24 жовтня 1986, Сент-Івс) — англійський футболіст, воротар клубу «Бірмінгем Сіті».

## Ігрова кар'єра
У дорослому футболі дебютував 2004 року виступами за команду нижчолігового клубу «Кембридж Юнайтед», в якій провів півтора сезони, взявши участь у 39 матчах чемпіонату.
2005 року приєднався до складу «Евертон», за головну команду якого провів одну офіційну гру. Протягом наступних п'яти років встиг пограти на умовах оренди у складі дев'яти британських клубів, у кожному з яких провів не більше половини сезону. Виключенням став шотландський «Мотервелл», ворота якого Радді захищав протягом усього сезону 2009/2010.
У липні 2010 року перейшов до клубу «Норвіч Сіті», в якому відразу ж став основним голкіпером. Протягом свого першого сезону у новому клубі, в якому Радді відіграв у 45 з 46 матчів команді, допоміг «Норвічу» здобути підвищення у класі до Прем'єр-ліги. В сезоні 2011/12 команда з Норвіча вдало виступила в елітному дивізіоні англійського футболу, посівши 12 підсумкове місце у турнірній таблиці. Радді залишився основним голкіпером команди, провівши 35 з 38 матчів сезону у чемпіонаті.
Впевненою грою на останньому рубежі захисту «Норвіч Сіті» Джон Радді привернув увагу тренерів національної збірної Англії, і навесні 2012 року гравця, який на той час не мав досвіду виступів за головну команду країни, було включено до її заявки на фінальну частину чемпіонату Європи 2012 року як резервний воротар.
10 липня 2017 року приєднався до складу «Вулвергемптон Вондерерз»